# Distretto di Budaka
Il distretto di Budaka è un distretto dell'Uganda, situato nella Regione orientale.